# Si Mustapha-Müller

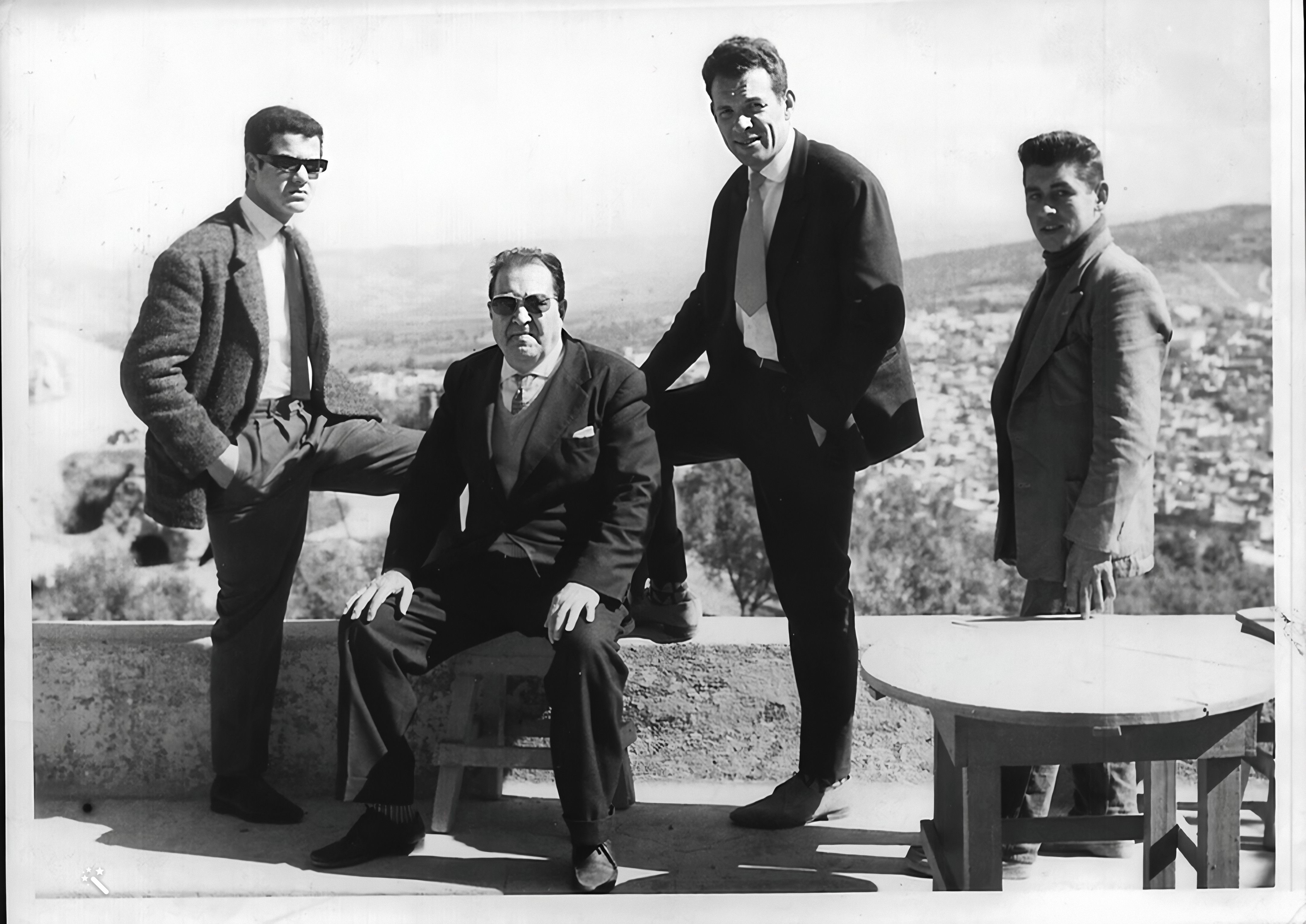
Si Mustapha-Müller 1961 in Marokko (2. von rechts)

Si Mustapha-Müller (* 19. November 1926 in Wiesbaden als Winfried Müller; † 9. Oktober 1993 in Tamanrasset) war ein deutsch-algerischer Angehöriger der Algerischen Befreiungsbewegung. Er brachte mehr als 4000 großteils deutschsprachige Fremdenlegionäre zur Desertion und koordinierte zur Unterstützung dieser Arbeit die Solidaritätsaktionen für die algerische Unabhängigkeit im deutschsprachigen Raum. Nach dem Ende des Algerienkriegs arbeitete er zunächst in algerischen Ministerien und gründete und leitete dann zwei Nationalparks in Algerien.

## Leben
Mustapha-Müller besuchte vier Jahre lang die Volksschule in Oberstdorf und anschließend die Mittelschule. Diese musste er allerdings nach eineinhalb Jahren aus finanziellen Gründen verlassen und kehrte auf die Volksschule zurück. Nach seinem Abschluss wurde er Hilfsarbeiter in einer Oberstdorfer Fabrik. Im Jahre 1941 übersiedelte seine Mutter mit ihm in das nahe Innsbruck gelegene Dorf Götzens. Anfang Mai 1943 wurde er in Innsbruck von der Gestapo verhaftet und gefoltert; über die Gründe der Haft gab er unterschiedliche Gründe an. Anschließend wurde er zunächst dem Reichsarbeitsdienst und dann der Kriegsmarine überstellt. Anfang Januar 1944 wurde Mustapha-Müller Marine-Artillerist an der Ostsee, landete aber schnell in einem Lazarett in Kiel. Dann wurde er in ein Strafbataillon in der Nähe des polnischen Thorn versetzt. Nach einem Verstoß gegen das Ausgangsverbot wurde er wegen Fahnenflucht angezeigt und aufgrund einer Denunziation auch noch wegen Wehrkraftzersetzung. Während der Überstellung an ein Kriegsgericht konnte er in der Nähe von Danzig fliehen und sich zu einem Brückenkopf der Roten Armee durchschlagen. Nach längeren Verhören wurde er Willi Bredel, der als Bevollmächtigter des Nationalkomitees Freies Deutschland tätig war, als Fronthelfer unterstellt und kehrte mit der vorrückenden Roten Armee nach Deutschland zurück.
Mustapha-Müller nannte sich jetzt Mischa, gab sich als Österreicher aus und wurde auf eine Antifa-Schule der Roten Armee geschickt. Als Instrukteur arbeitete er danach in der Ukraine und in Weißrussland bei der Betreuung und Rückführung österreichischer Kriegsgefangener. Mit einem der Transporte gelangte er nach Wien, arbeitete kurz in der Redaktion einer österreichisch-sowjetischen Illustrierten und kehrte dann nach Tirol zurück. Als überzeugter Kommunist, der bei seiner Heimkehr nur einen Koffer voll mit Stalin-Büchern bei sich gehabt und noch dazu ehemalige Nazis zur Anzeige zu bringen versucht hatte, kam er dort aber nicht gut an und übersiedelte 1947 nach Kleinmachnow in der Sowjetischen Besatzungszone. Im Januar 1948 wurde er SED-Mitglied. Mutmaßlich absolvierte er unter dem Decknamen Wilfried Mauser ein neunmonatiges Studium der Gesellschaftswissenschaften an der Parteihochschule „Karl Marx“ der SED in der Hakeburg bei Kleinmachnow.

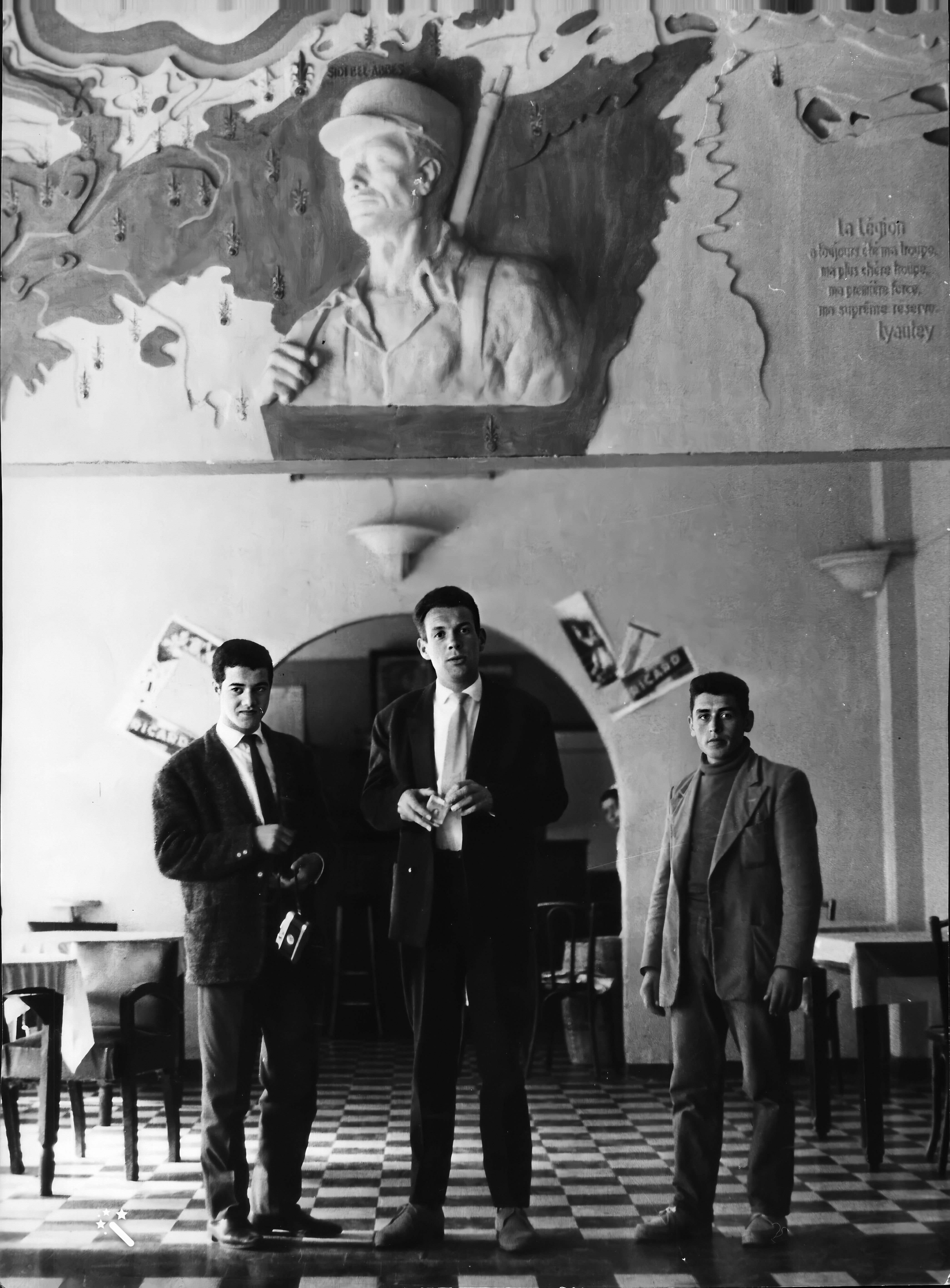
Si Mustapha-Müller 1961 in Fès (Mitte)

Danach arbeitete er für die KPD in Wiesbaden, doch galt er bald als unzuverlässig und wurde der unterschiedlichsten Vergehen, nicht zuletzt des Trotzkismus beschuldigt. Am 9. Januar 1951 schloss ihn der Kreisvorstand Wiesbaden aus der Partei aus.
Mustapha-Müller schloss sich der im März 1951 in Worms gegründeten antistalinistischen Unabhängigen Arbeiterpartei Deutschlands (UAPD) an, wo er seine zukünftige kurzzeitige Ehegattin kennenlernte, Sonja Kläre (* 30. Januar 1928 in Aschaffenburg). Die beiden heirateten am 12. Januar 1952, aber am 10. April 1952 kehrt die Schwangere wieder nach Aschaffenburg zurück. Aus der Ehe ging ein Sohn hervor.
Als Leiter des Landessekretariats Hessen der UAPD, die sich bereits im September 1952 auflöste, fälschte er die Wahlvorschläge für eine Kandidatur der Partei, was ihm eine Verurteilung zu drei Monaten Gefängnis wegen Urkundenfälschung einbringt. Um sich der Strafverfolgung zu entziehen, setzte er sich eine Zeit lang nach Jugoslawien ab. Dem Journalisten Klaus Polkehn zufolge hat Müller ihm erzählt, dass er in der Kampfgruppe gegen Unmenschlichkeit mitgewirkt habe und eng mit deren Gründer und Leiter Rainer Hildebrandt bekannt gewesen sei. Müller schrieb Artikel für Zeitungen und beteiligte sich an der „Fluchthilfe für tschechoslowakische Juden während des Slánský-Prozesses in der Tschechoslowakei“.
1954 reiste Mustapha-Müller nach Paris, wo er ein Sympathisant der Nationalen Befreiungsfront Algeriens wurde. Unterlagen im Bundesarchiv zufolge nahm er bei einer Razzia in der Metro einem FLN-Kurier kompromittierendes Material ab und bewahrte diesen so vor der drohenden Verhaftung. Aufgrund der Beobachtungen des französischen Geheimdienstes habe er einer polizeilichen Anordnung folgen müssen, die ihn zwang, Frankreich bis Ende 1956 zu verlassen. Daher reiste er in Abstimmung mit der FLN im Herbst 1956 nach Marokko aus.

## Der Rückführungsdienst für Fremdenlegionäre
Mustapha-Müller fand nach seiner Ankunft in Marokko zunächst keine richtige Verwendung in den Reihen der FLN. Erst sein eher zufälliger Einsatz als Dolmetscher bei der Vernehmung von desertierten Fremdenlegionären führte zu der Idee, „für diese Söldner ein Projekt im Rahmen der psychologischen Kriegsführung zu entwickeln, ähnlich dem von der Roten Armee gegenüber Deutschen praktizierten Modell“, das Mustapha-Müller aufgrund seiner Mitarbeit im Nationalkomitee Freies Deutschland vertraut war. Im Oktober 1956 erfolgt durch Beschluss des Conseil National de la Révolution Algérienne (CNRA) die Schaffung eines Rückführungsdienstes für Fremdenlegionäre („Service de Rapatriement des Legionnaires Étrangères“) als offizielle Dienststelle des FLN und unter dem Oberbefehl von Abdelhafid Boussouf. Mustapha-Müller wurde dessen Leiter und wurde dabei ab 1959 von einem weiteren Deutschen unterstützt: Mourad Kusserow (1939–2019). Der offizielle Sitz der Organisation befand sich in Tetuan in der von Marokko zur Verfügung gestellten Villa Dar Brixa. In diesem Gebäude bewohnte auch Mustapha-Müller ein spärlich möbliertes Zimmer.
Der Rückführungsdienst, der im deutschsprachigen Raum auf ein Netz von Unterstützern zurückgreifen konnte, darunter auch viele Kofferträger, konnte bis zur offiziellen Beendigung seiner Arbeit im September 1962 im Laufe seiner sechsjährigen Arbeit 4111 Legionären zur Rückkehr in die Heimat oder in ein anderes zur Aufnahme bereites Land verhelfen. Darunter befanden sich über 2700 Soldaten aus Deutschland sowie je über 400 aus Spanien und Italien und über 100 aus Ungarn.

## Leben nach dem Ende des Befreiungskrieges
Mustapha-Müller hat während seiner Arbeit für den Rückführungsdienst viele Anschläge des französischen Geheimdienstes auf ihn überstanden, beispielsweise ein Briefbombenattentat im März 1960. Davor soll 1957 schon ein Attentat auf ihn im marokkanischen Meknès verübt worden sein. In Frankfurt am Main sei abends auf der Straße mit einer Maschinenpistole auf ihn geschossen worden. Sein Einsatz für ein freies Algerien wurde von den neuen Machthabern in Algier belohnt. Im Oktober 1962 erhielt er zunächst eine Stelle bei einer Militärbehörde und von November an dann eine Stelle im Ministerium für Jugend, Sport und Tourismus, dessen Chef Abd al-Aziz Bouteflika geworden war, „ein alter und guter Bekannter Mustaphas“. Eine von Mustapha-Müllers Aufgaben war es, den Tourismus anzukurbeln, vor allem den aus Westdeutschland.
Mustapha-Müller wandte sich auch wieder an Klaus Vack „und schlug ihm offizielle Kontakte der neu gegründeten algerischen Jugendverbände mit dem westdeutschen Bundesjugendring vor – ein Projekt, aus dem nie etwas wurde, weil getreu der Hallstein-Doktrin offizielle Kontakte mit Regierungen, die auch die DDR anerkannt hatten, nicht gestattet waren.“ Keller berichtet von weiteren Aktivitäten, so von Artikeln in österreichischen sozialistischen Jugendzeitschriften, in denen er zur praktischen Solidarität mit Algerien aufgerufen habe, und er habe versucht, „die vorhandenen Netzwerke des Rückführungsdienstes für die anstehenden neuen Aufgaben zu nützen. Dadurch wird er zu einer zentralen Figur bei der Organisation einer europäischen Solidaritäts-Konferenz, „Conférence Européenne d’assistance non-gouvernementale à l'Algerié“, die vom 15. bis 19. Juni 1963 im Centre Universitaire de Ben Aknoun stattfindet. 150 Vertreter aus zehn europäischen Staaten und Delegierte der Sozialistischen Jugend-Internationale sind versammelt.“
Im August 1963 erkrankte Mustapha-Müller schwer und musste zur Behandlung nach Madrid. Als er Ende September 1963 wieder nach Algier zurückflog, wurde er bei seiner Ankunft verhaftet. 48 Stunden nach der Verhaftung wurde er dann ausgewiesen und in ein Flugzeug nach Paris gesetzt, wo er allerdings nicht blieb, sondern nach Tetuan flog, um dort die Gründe für seine Ausweisung zu erkunden und sie rückgängig zu machen.
Für Mustapha-Müller gab es aber keine weiteren negativen Folgen: Im Juli 1964 wurde ihm die algerische Staatsbürgerschaft zuerkannt, und er erhielt eine Anstellung im Informationsministerium („Ministerium für Nationale Orientierung“). In Erika Fehses Film heißt es hierzu, er sei dort 10 Jahre tätig und für die Kontrolle und Zensur der deutschsprachigen Presse zuständig gewesen.
Mustapha-Müller wirkte bei der Gründung des algerischen Skiverbandes mit und setzte sich für den Bau von Skihütten ein, überstand einen schweren Skiunfall und wurde 1978 Direktor des von ihm gegründeten Djudjura-Nationalparks in der Kabylei. In diesem Nationalpark, auf dem Gebiet von Tikjda, hatte Si Mustapha offenbar auch seinen letzten Wohnsitz.
Nach seiner Zeit im Djudjura-Nationalpark war Mustapha-Müller von 1983 bis 1986 Generalinspekteur aller algerischen Nationalparks. Seine letzte offizielle Position war von 1986 bis 1988 die des Direktors eines weiteren von ihm gegründeten Nationalparks, des Tassilin-Nationalparks. Danach produzierte er zusammen mit dem nationalen Forstinstitut noch einige Filme.
Anfang der 1990er Jahre kehrte er nach einer Untersuchung bei einem Wiener Herzspezialisten nach Algerien zurück und setzte die Dreharbeiten an einem Dokumentarfilm über das Ahaggar-Gebirge fort. Dabei erlitt er am 9. Oktober 1993 einen Herzinfarkt und starb. Er wurde in dem von ihm gegründeten Tassilin-Nationalpark beerdigt.

## Werke
- Algerien. Wer desertiert, muss Alemani rufen – Die Flucht aus der Fremdenlegion. In: Der Spiegel 36/1959, 2. September 1959. Dieser Bericht wurde vermutlich, abgesehen von einer knappen Einleitung, von Mustapha-Müller verfasst.
- Die algerische Revolution. (Von einem Mitglied des Politischen Büros der Obersten Heeresleitung der Algerischen Nationalen Befreiungsarmee (ALN)), Deutsche Verlagsanstalt, Stuttgart 1962. Nach Polkehn ist Mustapha-Müller der Autor.[26]

## Filme
- Mustapha Müller, Deserteur. Regie: Lorenz Findeisen. Der Film wurde am 10. Februar 2018 auf Arte gesendet. Der halbstündige Film ist in den öffentlichen Mediatheken nicht verfügbar. Eine deutsche Fassung kann von der Kölner Lichblick Film bezogen werden; in einer französischen Fassung ist er auf YouTube verfügbar: Les oubliés de l’histoire: Winfried Muller dit Si Mustapha Muller.
- Si Mustapha-Müller – Kurze Zeit des Ruhms. Regie: Erika Fehse. Dieser Film wurde 1993 mit dem Deutsch-Französischen Journalistenpreis ausgezeichnet und vom WDR und von Arte ausgestrahlt.[39]